# Lucas van Uden

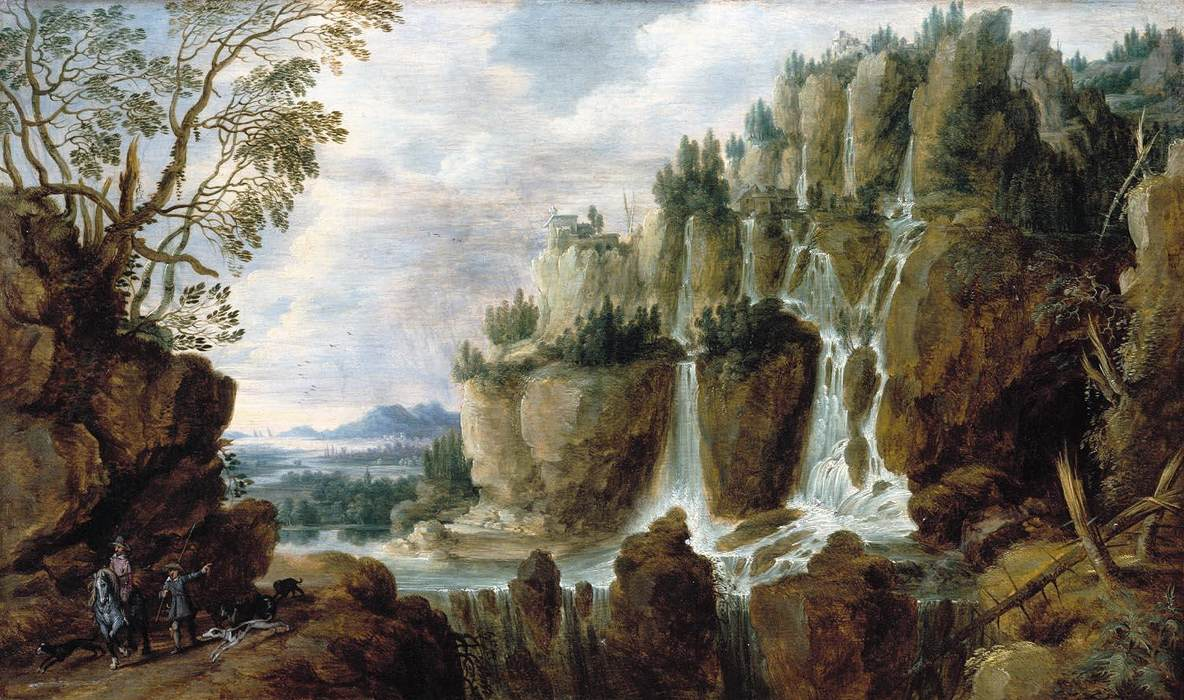
Alpejski krajobraz

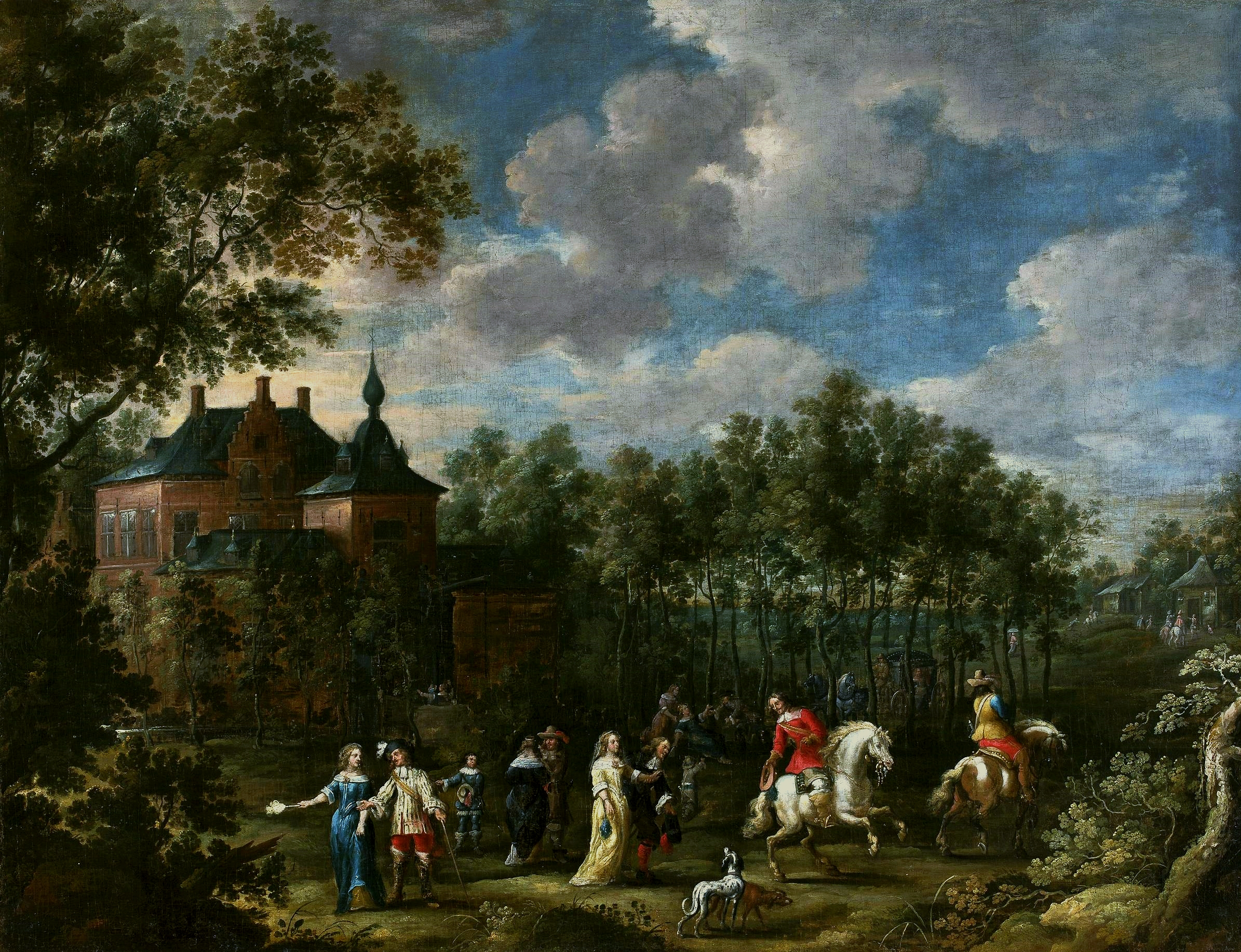
Krajobraz parkowy z eleganckim towarzystwem,
sceny figuralne namalował David Teniers młodszy

Lucas van Uden (ur. 18 października 1595 w Antwerpii, zm. 4 listopada 1672 tamże) – flamandzki malarz barokowy, pejzażysta.
Przez całe życie był związany z Antwerpią, gdzie wzmiankowany jest jako członek gildii św. Łukasza. Malował przede wszystkim pejzaże, posługiwał się techniką olejną, wykonywał również akwarele, akwaforty i ryciny. Na jego obrazach pojawiają się niewielkie sceny figuralne, zwykle grupy pasterzy lub chłopów.
Uden tworzył pod wpływem Joosa de Mompera, Jana Brueghel starszego, a szczególnie Petera Rubensa, z którym prawdopodobnie współpracował, lecz nie ma na to jednoznacznych dowodów. Artysta wykonywał wielokrotnie tła pejzażowe na obrazach innych twórców, co było powszechną praktyką w jego czasach. Kopiował często motywy rubensowskie, które wykorzystywał we własnych pracach. Był dobrym obserwatorem przyrody, pracę poprzedzał wykonaniem szkiców w plenerze, ceniony jest za wyrafinowane wyczucie światła i umiejętne budowanie nastroju.
W zbiorach Muzeum Narodowego w Warszawie znajduje się obraz Krajobraz parkowy z eleganckim towarzystwem, którego autorami byli Lucas van Uden i David Teniers młodszy (nr inw. M.Ob. 1350).